# Christopher J. Date

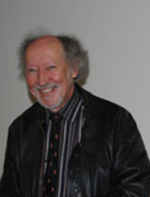
Chris Date

Chris J. Date (* 1941) ist ein britischer Autor, Dozent, Forscher und Berater, spezialisiert auf die Theorie der relationalen Datenbanken.

## Biografie
Chris Date besuchte von 1951 bis 1958 die High Wycombe Royal Grammar School und erhielt im Jahr 1962 einen Bachelor of Arts in Mathematik von der Cambridge University. Nach seinem Studium arbeitete er zuerst als Programmierer für mathematische Probleme bei der Leo Computers Ltd. in London, wechselte aber alsbald in den Bereich „Ausbildung und Training“.
Im Jahr 1966 erwarb er seinen Master-Abschluss in Cambridge und 1967 begann er bei IBM Hursley als Ausbilder für Programmierung. In den Jahren 1967 bis 1974 war er einer der Verantwortlichen für das Ausbildungsprogramm von IBM Europa. Während seiner Arbeit bei IBM war er an der technischen Planung und dem Design der IBM-Produkte SQL/DS und DB2 beteiligt.
Er arbeitete in dieser Zeit mit Edgar F. Codd und Hugh Darwen zusammen an der Entwicklung der Konzepte der relationalen Datenbank. In diesem Zusammenhang schrieb er mehrere Bücher zum Thema Datenmanagement, insbesondere „Databases, Types, and the Relational Model“ in dem er seine Konzepte für die weitere Entwicklung von Datenbanksystemen darlegt. Sein Buch An Introduction to Database Systems gilt als ein Standardwerk zu diesem Thema.

## Werke
- A Guide to the SQL standard : a users guide to the standard database language SQL, 4th ed., Addison-Wesley, 1997, ISBN 978-0-201-96426-4 (mit Hugh Darwen).
- Introduction to Database Systems. 8. Auflage. Addison-Wesley Longman, Amsterdam 2003, ISBN 0-321-18956-6.
- C. J. Date, Hugh Darwen, Nikos A. Lorentzos: Time and Relational Theory. Temporal Databases in the Relational Model and SQL. 2. Auflage. Morgan Kaufmann, Waltham, Massachusetts 2014, ISBN 978-0-12-800675-7.

| Personendaten    | Personendaten                                  |
| ---------------- | ---------------------------------------------- |
| NAME             | Date, Christopher J.                           |
| ALTERNATIVNAMEN  | Date, Chris J.                                 |
| KURZBESCHREIBUNG | britischer Autor, Dozent, Forscher und Berater |
| GEBURTSDATUM     | 1941                                           |